# Alice Bacon
Alice Mabel Bacon (26. února 1858 New Haven – 1. května 1918 New Haven) byla americká spisovatelka, vychovatelka žen a zahraniční poradkyně japonské vlády v Japonsku v období Meidži.

## Životopis
Byla nejmladší ze tří dcer a dvou synů reverenda Leonarda Bacona, pastora Centrální církve v New Haven v Connecticutu a profesora na Yale Divinity School, a jeho druhé ženy Catherine Elizabeth Terry. V roce 1872, když bylo Alice 14 let, japonský vyslanec Mori Arinori vybral dům jejího otce jako rezidenci pro japonské dívky, které byly poslány japonskou vládou období Meidži do Spojených států za vzděláním v rámci Iwakurovy mise. Do Alicina domova byla umístěna dvanáctiletá Sutemacu Jamakawa.Obě dívky byly podobného věku a brzy si vytvořily blízké pouto. Po dobu deseti let si byly obě dívky jako sestry a vzájemně posilovaly zájmy o své odlišné kultury.

### Vzdělání

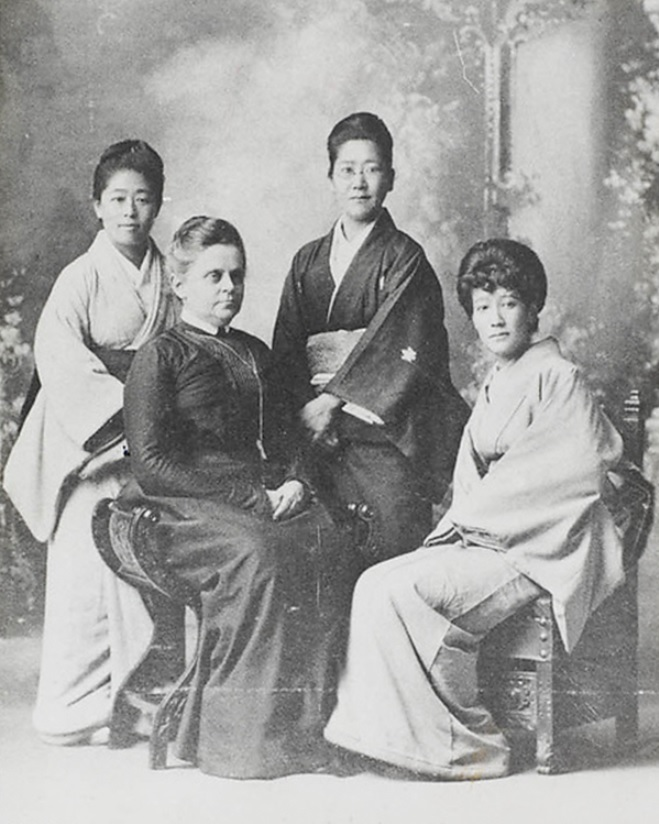
Zleva Umeko Cuda (1864–1929), Alice Bacon (1858–1918), Šigeko Urjú (1862–1928), princezna Sutemacu Ójama (1860–1919), kolem r. 1901

Alice dokončila střední školu, ale z finančních důvodů byla nucena vzdát se nadějí na vysokoškolské studium. Navzdory tomu, prošla v roce 1881 přijímacím řízením na bakalářské studium umění na Harvardově univerzitě a v roce 1883 získala pozici učitelky na Hamptonově institutu.
V roce 1888 ji Sutemacu a Umeko Cuda pozvaly do Japonska, aby učila japonské dívky angličtině na nově založené škole pro vysoce postavené mladé dámy v Tokiu. Po roce se vrátila na Hamptonův institut. Poté co se doslechla, že jedna z jejích studentek se chtěla stát zdravotní sestrou, ale byla odmítnuta na základě své rasy, se rozhodla při institutu založit nemocnici. S pomocí ředitele, generála Samuela C. Armstronga, vybrala peníze na výstavbu nemocnice Dixie Hospital. Nemocnice byla otevřena v květnu 1891 a poskytovala ošetřovatelské vzdělání a lékařskou péči pro okolní komunitu.
V roce 1900 byla znovu pozvána do Japonska, aby se stala spoluzakladatelkou Ženského institutu anglických studií (女子英学塾 Džoši eigaku džuku), z něhož později vzešla Univerzita Cuda. V Japonsku zůstala do dubna 1902. V této době pomáhala Umeko a odmítala jakoukoli kompenzaci s výjimkou ubytování.
Alice Bacon zůstala celý život svobodná. Adoptovala dvě japonské dívky, Micu Watanabe (neteř Umeko) a Makiko Hitocujanagi, která si vzala Williama Merrella Voriese v roce 1919.
O svých zkušenostech v Japonsku napsala tři knihy a mnoho esejí. Nakonec vstoupila ve známost jako specialistka na japonskou kulturu a ženy. Její poslední učitelská pozice byla na dívčí škole Miss Capen's School for Girls v Northampton v Massachusetts v letech 1908–1910.
Zemřela ve svém rodném městě New Haven v Connecticutu 1. května 1918 ve věku 60 let. Je pohřbena na hřbitově Grove Street Cemetery.

## Dílo
- The Work of the Tuskegee Normal School (1887)
- Japanese Girls and Women (Boston: Houghton, Mifflin and Company, 1891)
- A Japanese Interior (Boston, Houghton, Mifflin and Company, 1893)
- The Negro and the Atlantic exposition (1896)
- In the Land of the Gods Some Stories of Japan (Boston: Houghton, Mifflin and Company. 1905)[5]